# Malaybalay

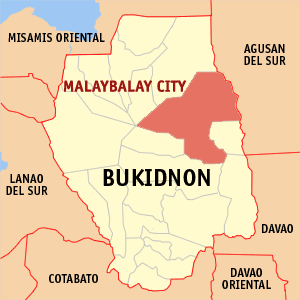
Malaybalays läge i Bukidnon

Malaybalay (officiellt City of Malaybalay) är en stad i Filippinerna. Den är administrativ huvudort för provinsen Bukidnon i regionen Norra Mindanao och har 123 672 invånare (folkräkning 1 maj 2000).
Staden är indelad i 46 smådistrikt, barangayer, varav 34 är klassificerade som landsbygdsdistrikt och 12 som tätortsdistrikt.